# Przyrodniczy i Kulturowo-Historyczny Region Kotoru
Przyrodniczy i Kulturowo-Historyczny Region Kotoru – miejsce w Czarnogórze wpisane na Listę światowego dziedzictwa UNESCO w 1979 roku.
Wpis tworzy wewnętrzna część Zatoki Kotorskiej aż do cieśniny Verige (Zalew Kotorski oraz Zalew Risański) oraz leżące nad nią miejscowości o walorach kulturowo-historycznych:
- Stare Miasto w Kotorze wraz z ciągiem murów obronnych, kościołem Matki Bożej od Zdrowia i twierdzą św. Jana
- Dobrota
- Perast wraz z dwiema wyspami: Matki Boskiej na Skale (Gospa od Škrpjela) i św. Jerzego (Sveti Djordje)
- Risan
- Morinj
- Kostanjica
- Stoliv
- Muo

Cały region ujęty we wpisie zajmuje powierzchnię 14,600 hektarów.

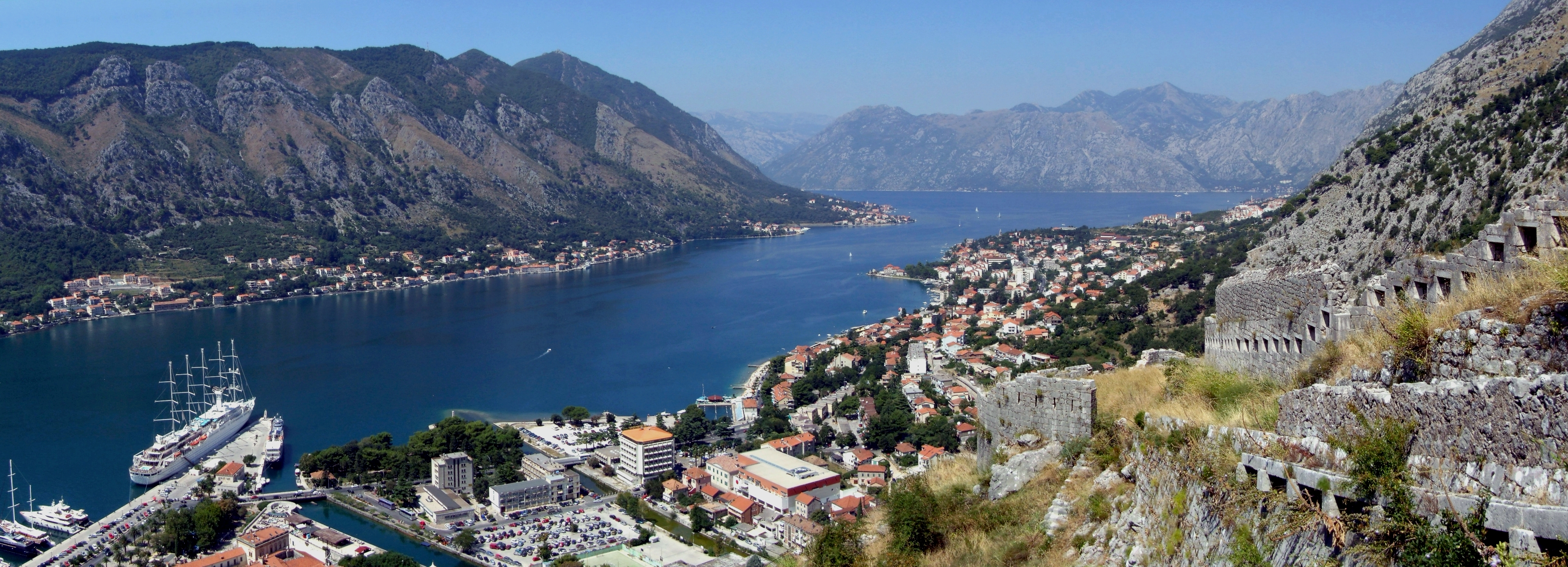
Panorama Kotoru i Zatoki Kotorskiej z murów miejskich